# Walkiria
Walkiria (în germană Die Walküre) este o operă în 3 acte a compozitorului Richard Wagner (care a scris și libretul), a doua din tetralogia Inelul Nibelungilor (în germană Der Ring des Nibelungen).

## Prezentare
Premiera absolută a avut loc la 26 iulie 1870 la Königliches Hof- und Nationaltheater din München, sub conducerea lui Franz Wüllner.
Durata operei: circa 4 ore.

## Acțiunea
Opera Walkiria este o dramă psihologică, în care Wagner zugrăvește puterea iubirii și egoismul zeilor, aflați în pragul pieirii. Acțiunea se desfășoară în Lumea zeilor, în care se iscă o dramă puternică între oamenii care luptă pentru fericirea lor, dar și împotriva zeilor.
Pentru acțiunea operei vezi și Inelul Nibelungilor#Acțiunea tetralogiei.

## Personajele principale
- Siegmund (tenor)
- Hunding (bas)
- Wotan (bariton)
- Sieglinde (soprană)
- Fricka (mezzosoprană)

### Walkire
- Brünnhilde (soprană)
- Helmwige (soprană)
- Gerhilde (soprană)
- Ortlinde (soprană)
- Waltraute (mezzosoprană)
- Siegrune (mezzosoprană)
- Roßweiße (mezzosoprană)
- Grimgerde (mezzosoprană)

## Galerie de imagini

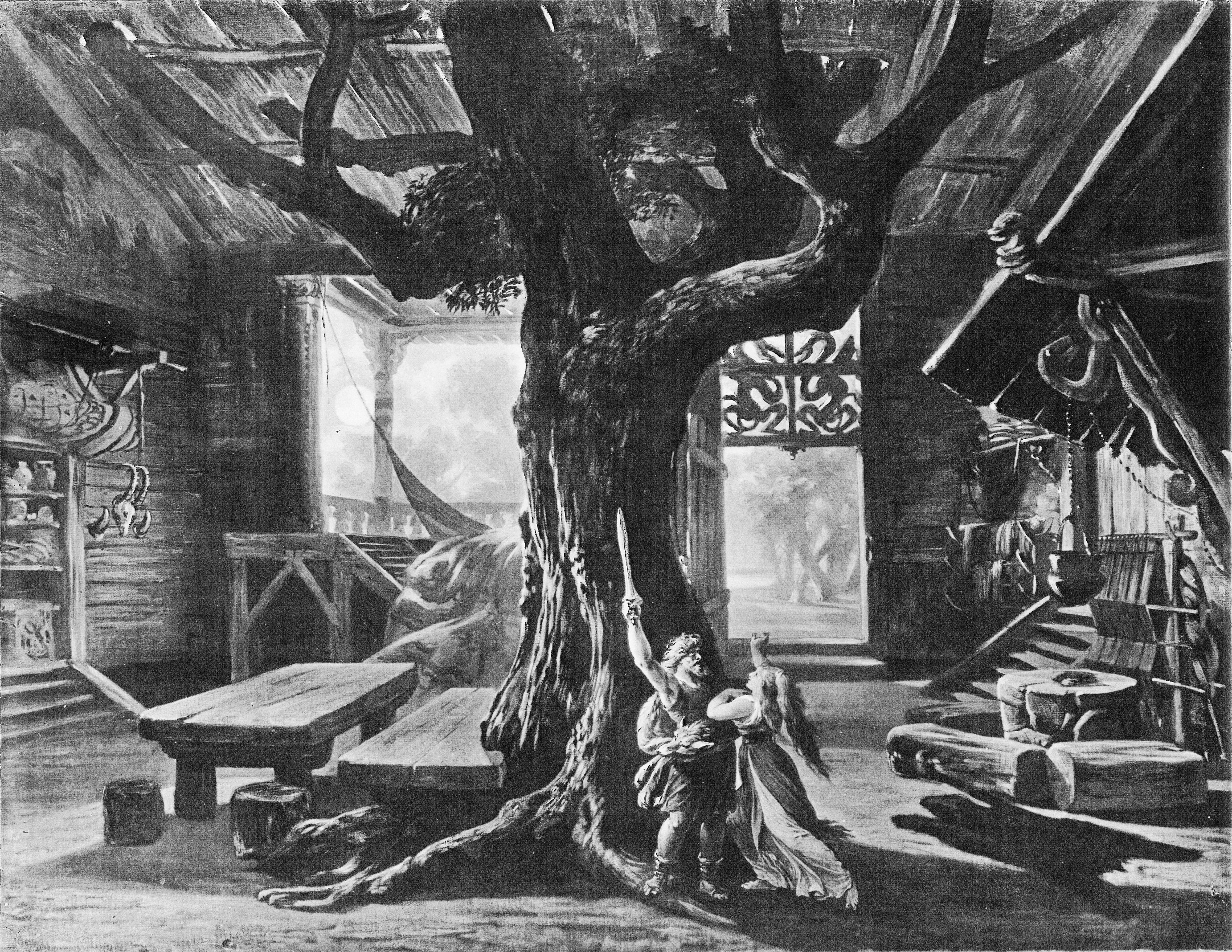
Fotografie din 1876 reprezentând decorul unei scene din operă, şi anume interiorul Colibei lui Hunding